# Phare de Girdle Ness
Le phare de Girdle Ness est un phare construit sur un promontoire nommé  Girdle Ness au sud-est de l'entrée de la rivière Dee et du port d'Aberdeen, dans l'ancien comté d'Aberdeenshire (maintenant intégré dans le Grampian), à l'est de l'Écosse.
Ce phare est géré par le Northern Lighthouse Board (NLB) à Édimbourg, l'organisation de l'aide maritime des côtes de l'Écosse.

## Histoire
La construction d'un phare sur Girdle Ness fut rendue nécessaire après le naufrage du baleinier Oscar le 1er avril 1813 qui ne fit que deux survivants d'un équipage de 45 marins.
Le phare fut conçu et réalisé par l'ingénieur civil écossais Robert Stevenson en 1833. C'est une tour de deux étages de 37 m de haut, avec galerie et lanterne, peinte en blanc. Seule la lanterne est noire. La lanterne originale, trop petite, a été transférée au phare d'Inchkeith près d'Édimbourg en 1847. À l'origine, il y avait un autre feu, donnant par une fenêtre au tiers de la hauteur. Cette lumière inférieure fut supprimée en 1890. Les maisons de gardien d'un étage et les bâtiments annexes furent construits au pied de la tour.

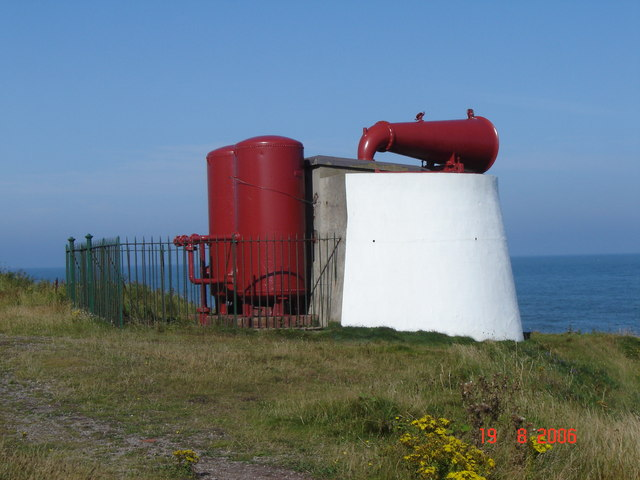
Corne de brume Torry Coo

En 2003, la NLB avait annoncé son intention d'enlever la corne de brume du site, qui avait été interrompu en 1987. Le Conseil municipal d'Aberdeen est intervenu et la corne de brume, connue localement comme le Torry Coo, a été préservée. Le phare émet, à 56 m au-dessus du niveau de la mer, deux flashs blancs séparés de 2,5 secondes toutes les 20 secondes. La station est automatisée depuis 1991.
Adjacentes au phare, deux tours de radio DGPS (Differential Global Positioning System) assurent la transmission des données satelites de navigation maritime dans un réseau de douze stations au Royaume-Uni et Irlande.
Les maisons des gardiens et dépendances ont été vendues en 004 et sont désormais des résidences privées. Le site et la tour sont fermés.
Identifiant : ARLHS : SCO-089 - NGA : 2696.

### Lien connexe
- Liste des phares en Écosse